# Република Седам Острва
Република Седам Острва (грч.Ἑπτάνησος Πολιτεία) је била држава која је обухватала острва у Јонском мору — Крф, Лефкада, Кефалонија, Закинтос, Пакси, Итака и острво Китера. Република је постојала укупно седам година, од 1800. до 1807. године и имала је статус протектората османског и руског царства.
Република је успостављена након што је заједничка руско-отоманска флота заузела острва и окончала двогодишњу владавину Француске Републике. Иако су се острвљани надали потпуној независности, нова држава је добила само аутономију, постајући република која даје данак Османској Порти. Ипак, то је био први пут да су Грци добили самоуправу од пада последњих остатака Византијског царства под Османлије средином 15. века. Године 1807. република је уступљена Наполеоновом француском царству, али су острва задржала своје институције власти. Британци су постепено преузели контролу над острвима од 1809. године, а након Париског споразума, острва су формално организована у Сједињене Државе Јонских Острва под британском заштитом.

## Историја
Јонска острва (Крф, Пакси, Закинтос, Кефалонија, Лефкада, Итака и Китера) заједно са приобалним градовима Паргом, Превезом, Воницом и Бутринт, били су венецијански поседи вековима, постајући тако једини део грчког света који је избегао освајање од стране Отоманског царства, развијајући посебну локалну културу и постајући место „динамичне интеракције између Запада и Грка на Истоку” који служи као „прозор грчке културе на Запад”.
Под млетачком влашћу, становништво острва било је подељено на три класе: привилеговано племство, градску средњу класу и пучане. Племство је углавном имало поседе и исмевали су трговачку делатност, која је била препуштена градским грађанима; као резултат тога, ови други су такође дошли да гомилају богатство и земљу, и тежили су да се придруже владајућој класи. У овом надметању, сеоско сељаштво је углавном било политички маргинализовано. Овај средњовековни друштвени поредак нарушен је након пада Венецијанске Републике 1797. године, када су острва дошла под француску контролу. Убрзо након тога, Уговором из Кампо Формија, острва су припојена Француској Републици и организована у три департмана. Французи републиканци су дочекани од стране становништва, а радикалне идеје Француске револуције су спроведене укидањем локалног племства, равноправности друштвених и верских заједница (православне, католичке и јеврејске) и успостављањем демократских режима и локалних самоуправа на острвима. Французи су такође створили први систем јавног образовања на острвима и увели прву штампарију у данашњој Грчкој.
Француско присуство је било негодовано од стране локалне аристократије, сада лишене својих привилегија, док су велики порези и антиклерикализам Француза убрзо учинили непопуларним и међу широким деловима обичног становништва. Након француске инвазије на Египат, француско присуство на Јонским острвима изазвало је противљење Османлија и Руске империје, удружене са Британцима, као део рата Друге коалиције. Цариградски патријарх Григорије издао је проглас Острвљанима осуђујући „безбожне” Французе, позивајући их на устанак, и обећавајући, у име Османске порте, да ће дозволити острвима да изаберу своје облик владавине. У јесен 1798, заједничка руско-османска флота је избацила Французе са других острва и коначно заузела Крф 4. марта 1799. године, док је аутономни османски моћник Али-паша Јањински искористио прилику да отме Бутринт, Превезу и Воницу од Француза. На свим острвима која су заузели, Руси су испрва успоставили привремене управе племића и грађана. Руске власти су 22. марта, међутим, позвале племићке скупштине да преузму управљање Јонским острвима, чиме су повратили претходни статус кво. Сутрадан је реконституисан Велики савет Крфа; његова прва акција била је гласање захвалности савезничким владарима, османском султану, руском цару и британском краљу. На Закинтосу, међутим, локални племићки савет је више волео да своју захвалност усмери искључиво на Британце, што је израз снажне пробританске тенденције на острву, због блиских комерцијалних веза усредсређених на трговину рибизлом.
Дана 6. маја 1800, команданти двеју флота објавили су да ће Јонска острва чинити јединствену државу, којом ће управљати Сенат (Γερουσια) у граду Крфу, састављен од по три представника са Крфа, Кефалоније и Закинтоса, два са Лефкаде, и по један из Итаке, Китере и Паксија. Млетачки племић Анђело Орио, последњи венецијански гувернер Аргостолија, постављен је за шефа Сената, коме је поверено стварање устава за нову државу. Ориов нацрт устава састојао се од 28 чланова и једног додатка, и предвиђао је потпуно аристократски режим, са сваким острвом на челу са Великим саветом састављеним од племића и више буржоазије. Велики савети би бирали сенаторе. Свако острво би задржало локални административни савет од шест чланова и трезор, али би централна ризница постојала на Крфу. Сенат је био крајња извршна власт, а његов председник шеф државе. Мало веће од 40 би било изабрано од стране Великог већа три највећа острва, и било би одговорно за правду, избор званичника и саветовање о законодавству. Савет сваког острва би морао да ратификује законе које је усвојио Сенат. Поред тога, употреба грчког језика је први пут санкционисана на судовима. Руска породица Ушаков је обновила и Крфску православну архиепископију, коју су у 13. веку укинули анжујски владари Крфа.
Сенат је 21. јуна 1799. године послао дванаесточлану делегацију у Цариград и Санкт Петербург, састављену из виших слојева са сваког острва, да изрази своју захвалност султану и цару и обезбеди признање независности нове државе. Делегати су такође имали задатак да израде нацрт устава и поднесу га на ратификацију, као и да обаве штампе за обнову поморске и копнене границе острва повлачењем Али-паше из Бутринта, Превезе и Вонице. У делегацији је био Анђело Орио, предложен за амбасадора у Санкт Петербургу, а председништво Сената је преузео гроф Спиридон Георгије Теотокис из угледне породице Теотокис, који је претходно био на челу Привремене општине под француском влашћу. Једном у Цариграду, међутим, делегација је брзо схватила да Порта није заинтересована за признавање независности острва, већ за стварање вазалне државе под османском влашћу. Двојица делегата, крфски гроф Антонио Марија Каподистрија, отац Јоанисе Каподистрије и закинтски гроф Николаос Граденигос Сигур Дезилас, остали су у Цариграду да воде преговоре са Портом, док су Орио и још један делегат, Кладас, требало да представљају Јонска острва у Санкт Петербург. У преговорима који су уследили, цариградски делегати су се сукобили са онима из Санкт Петербурга у дописном рату око природе нове политике Седам острва.
Дана 6. априла 1800, закључен је Цариградски споразум између Русије и Османлија, којима су се касније придружили Британци, чиме је створена Република Седам Острва. Према одредбама уговора, Јонска острва би била јединствена савезна држава, са појединачним острвима која би задржала одређени степен аутономије. Острва су постала аристократска република на челу са „приматима и угледницима” и под османским суверенитетом, у знак чега би султану плаћали годишњи данак од 75.000 пијастара. Ово је била победа за султана, а разочарање за Острвљане, којима је било обећано право да изаберу свој облик владавине. Како је новој држави недостајало војних снага, руске и османске снаге остаће да постављају гарнизоне у њене тврђаве и гарантују њену безбедност до краја рата против Француске. С друге стране, копнени ексклаве Парга, Воница, Превеза и Бутринт остали би под османском контролом, али би уживали посебан статус сличан оном Дунавских кнежевина. У исто време, без консултација са својим колегама у Санкт Петербургу или привременом владом на острвима, Каподистријас и Сигур Дезилас су такође саставили нови устав и дизајнирали нову државну заставу. Такозвани „византијски” устав назван тако највероватније зато што је састављен у Цариграду, састојао се од 37 чланова. Она је предвиђала аристократску федералну републику, са локалном управом на сваком острву, на челу са три синдиката, која би се бирала сваке године из Великог већа племића сваког острва. Сенат на Крфу је остао највиши орган савезне државе, састављен од представника острва. Њен председник, архонт, био је шеф државе. Устав је штампан на грчком језику, уз велику употребу италијанских позајмљеница за административне изразе, у патријаршијској штампарији у Цариграду.
Нови устав је био снажно реакционаран, преокренуо је добитке буржоазије у корист старих племићких породица; чак су и племићке титуле додељене 1799. године, након одласка Француза, а које су углавном даване богатим грађанима, укинуте. У складу са реакционарним идејама оличеним у уставу била је и нова застава, са венецијанским лавом Светог Марка који држи сноп од седам стрела, који симболизују острва, и Библију. Дана 1. новембра 1800. нови устав и заставу формално је одобрио велики везир и благословио патријарх у Цариграду. Острвљански изасланици у Петрограду, Орио и Кладас, протестовали су код цара због догађаја у Цариграду, али узалуд; Теотокис, који је сада био признат за шефа државе са титулом кнеза, чак је разрешио Анђела Орија са позиција.

### 1800—1801
Два изасланика у Цариграду стигла су 26. децембра 1800. на Крф као „царски комесари”, односно султанови представници на острвима, са задатком да надгледају спровођење „византијског” устава. Дана 13. јануара 1801. на Крфу је званично подигнута застава Републике Седам острва. Мисија царских комесара — Антонија Марија Каподистрија убрзо је заменио његов син Јоанис Каподистријас, будући први гувернер Грчке — брзо се показала проблематичном: реакционарна природа новог устава, који је политичку моћ ограничила на племство, одмах га је учинила контроверзним, пошто су се обични људи навикли на већа грађанска права и слободе које су уживали током владавине француских републиканаца. Томе су придодате локалне притужбе и борбе за власт, које су резултирале сецесионистичким тенденцијама на неким острвима.
Већ у другој половини 1799. године политичке тензије су довеле до отпочињања сукоба, како међу племством, тако и између осталих класа. Док су на Крфу, под непосредним надзором породице Ушаков, избори нових привремених власти и њихово постављање протекли уредно и мирно, на осталим острвима то није био случај. Тамо су процесом доминирала класна и лична ривалства, а самовољне интервенције Ушаковљевог представника Николаја Тизенхаузена. На Закинтосу је, на пример, скована завера за убиство племића 12. септембра 1799, на дан када је Велико веће острва требало да се састане и изабере нову владу. Док завера није спроведена, њен подстрекач Антонио Мартиненго успео је да подмити Тизенхаузена и обезбеди амнестију, док је његов саучесник Цинтос убијен. Због узнемирености сеоског становништва, 18. јануара 1800. године најављене су прве репресивне мере против нижих слојева становништва.
Политичке страсти које расту прво су дошле до врхунца у Кефалонији, где је постојање велике средње класе повећало незадовољство реакционарном локалном влашћу. Томе се придружило и ривалство између главног града острва, Аргостолија, и града Ликсурија, и између племићких породица Метакса и Анинос. Дана 24. августа 1800. наоружана гомила цивила и побуњених војника заузела је владину кућу у Аргостолију и претресла је и уништила куће и виле чланова администрације. Нова влада је формирана 9. септембра, али тек након што је гроф Константинос Хорафас добио опуномоћење и снаге руских трупа, немири су угушени. Овај мир није дуго трајао, а побуна под вођством племића Ефстатиоса Метаксаса избила је маја 1801. Као одговор, царски комесари су дошли на острво да посредују у сукобу и основали Комитет јавне безбедности од 22 члана и именовали су пуковника Николаоса Пијериса као председавајућег. На крају је Метаксасова побуна угушена компромисом који је постигао Јоанис Каподистријас: претходна влада острва је дала оставку 20. маја, а комесари заједно са Комитетом за јавну безбедност преузели су управљање острвом, са циљем да се острво смири и да се становништво разоружа.
Kрајем маја, делегација Ликсурија се повукла из комитета, а становници Ликсурија су и даље били у сукобу са становништвом из Аргостолија, приморавајући царске комесаре да лично посете Ликсури да би смирили ствари. У исто време, браћа Андреас и Каисар Метаксас одбили су да признају Комитет јавне безбедности и подигли су устанак, који је угушен тек после тешких борби 15. јуна: Андреас се предао, али је Каисар побегао на Крф. У међувремену, Ликсури је гласао за отцепљење од владе са седиштем у Аргостолију и послао изасланике на Крф захтевајући засебну управу за град; у исто време, побунили су се и незадовољни сељаци Аногија и почели да нападају Ликсури, све док се трупе које је послао Комитет јавне безбедности нису сукобиле са њима и отерале их назад. Да би се успоставио ред, царски комесари су 20. јула сазвали Велико веће острва, које је, према уставу, изабрало три синдиката, три сенатора-представника и друге јавне службенике. У свим случајевима, канцеларије су биле подједнако распоређене међу представницима три града острва, Аргостолија, Ликсурија и замка Светог Ђорђа. Након што је то учињено, 27. јула царски комесари су се осетили способним да прогласе успешно успостављање законите власти на острву. Ово се показало преурањеним, јер се у августу побунило сељаштво око Ликсурија, заузело град и протерало владин гарнизон. Каподистријас и Андреас Панас покушали су да посредују у нагодби, али су побуњеници, уз подршку локалног аустријског вицеконзула, одбили.
Слични немири су такође избили у Китери, где су побуњени сељаци напали племиће и грађанке пре него што су трупе успоставиле ред, као и на Лефкади.
На Закинтосу су настављена превирања, са сталним сукобима ривалских група и коалиција. Док је централна влада планирала државни удар, прво је избио пробритански државни удар. Дана 20. фебруара 1801, Закинтос се отцепио од Републике, подигавши уместо тога британску заставу, очигледно уз подршку наводног британског пуковника, извесног Џејмса Календера, који се затекао на острву и постао његов војни гувернер. Британски амбасадор у Порти, гроф од Елгина, брзо је осудио иницијативу, али уставни поредак није обновљен све док пет отоманских бродова и британски ратни брод нису стигли на острво 12. септембра 1801. године.
Сличан сецесионистички покрет је такође накратко заузео Итаку, где је локална влада успоставила контакте са Закинтосом. Када су царски комесари стигли 18. августа на острво са намером да успоставе уставно засновану администрацију, локална влада је поднела оставку. Међутим, пробританска осећања била су ограничена на главни град Вати, док је сеоско становништво подржавало напоре комесара.
Ни Крф није био поштеђен немира: 8. јунa 1801. избили су крвави немири због бахатог понашања наоружаних османских војника у граду. Његове сопствене трупе нису биле у стању да обуздају ситуацију — већина расположивих снага била је отпремљена у Кефалонију — Сенат је предао надлежност Русима, под потпуковником Карлом Хастфертом, како би спречио општи масакр и успоставио ред. Руска интервенција је смирила ситуацију, али је Сенат затражио да Османлије уклоне своје трупе са острва. Насупрот томе, када су Руси објавили намеру да уклоне сопствене трупе, председник Сената, Теотокис је замолио Руса да остане и обезбеди унутрашњи мир и спољну безбедност острва. Ипак, 25. августа 1801.године окупационе силе су званично предале контролу над тврђавама и напустиле се. Овај чин је озбиљно нарушио стабилност власти, чије су репресивне мере само додатно отуђиле грађанство и сељаштво. У то време, град Крф је био практично под опсадом сеоског становништва, које је пљачкало сеоска имања племства. Док је Сенат постајао све немоћнији, власт је све више прелазила на групу властеле који су одржавали контакте са сељаштвом.
Да би се супротставио немирима становништва и растућим захтевима за грађанским правима, Сенат је Теотокису дао диктаторска овлашћења. Теотокис је формирао „Ванредни комитет јавне безбедности” али су побуњени нижи слојеви одбили да прихвате нову власт. Уместо тога, грађани и сељаци су бирали своје делегате, што је резултирало формирањем тела од 64 човека, „Почасне депутације града, општина и села Крфа”, која је прогласио је неважећим устав из 1800. године и започео израду новог, демократскијег устава. Устав који је предложила „Часна депутација” дао је суверену власт на Крфу 240-чланом већу „Најбољих”, који се бирају доживотно на општем, иако индиректном, бирачком праву. Из града би долазило 100 чланова, са 40 племића, 40 грађана, 14 трговаца и 6 занатлија; остали чланови би дошли са села. Извршну власт имао је одбор од четири прокуратора, који су бирани из реда „Најбољих” и председавали су његовим радом. Веће је одлучивало о свим питањима, а такође је изабрало три представника острва у Јонски сенат, који је требало да задржи своје првобитне функције. Дефиниција „племства”, а тиме и права гласа, проширена је на све оне који су имали приход од 1.000 талира, без обзира на пребивалиште и занимање. Догађаји су се одвијали брзо: нацрт устава је послат Сенату 21. октобра 1801. године, а десет дана касније, захтевало се од Теотокиса да именује представнике племства за формирање заједничке привремене владе за Крф. У веома симболичном приказу јединства и класног помирења, 28. новембра „Часна депутација” се придружила са 14 представника „такозваног племства”, како су их називали, да би преузели власт; следећег дана племићи су потписали нови устав.

## После 1803
Нови режим Крфа није био добродошао савезничким силама Друге коалиције, нити Сенату којим су доминирали племићи: почетком марта 1802. године, британске снаге су се искрцале на Крф и придружиле се трупама Републике. Османлије такође нису одобравале догађаје, иако су признавале неопходност реформи првобитног устава. Порта је задужила Теотокиса, који је остао председник Сената, да врати претходни статус кво, све док се не одрже одговарајућа разматрања која би укључивала савезничке силе, царске комесаре и острвљане. Сеоско становништво је било на прагу похода на град Крф, али су упозорења Османлија „Часној депутацији” и француског конзула Ромјеа, који се обратио сељацима, привремено смирила ствар. С обзиром да је ситуација и даље била нестабилна, Руси су обезбедили споразум других великих сила да пошаљу своје трупе на острва, са закинтским грофом Ђорђом Моћенигом, бившим руским амбасадором у Фиренци и накратко изаслаником Републике Седам острва у Санкт Петербургу, као царски опуномоћеник. У међувремену, Амијенски уговор је довео до формалног признања Републике, како је конституисана у Цариградском уговору, од стране Француске, Шпаније, Уједињеног Краљевства и Батавијске републике.
Моћениго је стигао на Крф 1. септембра 1802, са пет руских бродова и 1.600 војника. У међувремену, предлози „часне депутације” су били одбијени, а само је присуство британских трупа спречило њене присталице ван града Крфа. У таквој атмосфери, Моћенигов долазак је поздрављен од обе стране: племићи су сматрали да ће он подржати њихову власт, док су се нижи слојеви надали да ће их ослободити. Он је одмах почео да реформише институције Републике, ограничавајући моћ племића, као и аутономију појединачних острва. Затим је успоставио нову привремену владу или „регентство” на сваком острву, где је извршна власт била концентрисана у рукама „регента”, који је у свим случајевима морао бити са другог острва. Док је Теотокис, који је добро сарађивао са њим, остао председник Сената (а тиме и титуларни шеф државе), постојећи Сенат је распуштен 30. децембра 1802, а привремени Сенат који је именовао Моћениго. Нови режим је брзо сузбио сваки знак неслагања или побуне, а профранцуско расположење је било лоше, посебно након пријема говора француског генерала Себастианија на Закинтосу.
Привремени Сенат је 3. фебруара 1803. објавио стварање нових изборних колегијума, такозваних синклити, који би заменили стара већа племства. Ипак, чланство у њима било је ограничено низом имовинских, грађанских, верских и професионалних квалификација, тако да су имали изражен олигархијски карактер. Ови синлити су заузврат изабрали законодавно тело од 40 чланова (са по десет чланова са Крфа, Кефалоније и Закинтоса, четири са Лефкаде, по два са Итаке и Китере и један из Паксија) и седамнаесточлани Сенат (са по четири члана са Крфа, Кефалоније и Закинтоса, два са Лефкаде и по један са осталих острва). Нови Сенат је именовао Јоаниса Каподистријаса за државног секретара.
Дана 26. октобра састала се Уставотворна скупштина, која је 5. децембра 1803. донела нови устав Републике. Њених 212 чланова били су мешавина прогресивних принципа и ограничења политичких права која су обезбедила олигархијску природу државе. Док је наследно племство из млетачког доба укинуто, на његово место долази нова грађанска аристократија („уставно племство”). На основу имовинских или академских квалификација, сачињавали су га многи бивши племићи као и грађани. Ова нова аристократија формирала је бирачко тело за синклите, које је наставило да бира Сенат и законодавно тело као и раније. Устав из 1803. увео је принцип поделе власти и установио ново тело, „цензоре” који су требали да чувају поштовање Устава и да функционишу као саветници Сената. Сенат је остао главни извршни орган, са три огранка за спољне послове, унутрашње и финансијске послове и војне послове. Свако острво је за сада задржало своју владу, на челу са „деканом” или „ректором”, док су његова два заменика сада именована „регенти”. Међу прогресивним елементима новог устава били су институција пороте, личне слободе, неповредивост дома грађана и верска толеранција. Устав је садржао и клаузулу по којој је познавање грчког језика било обавезно за сваког кандидата за јавну функцију након 1810. године, док су од 1820. године све јавне исправе морале бити искључиво на грчком.
Нови устав је ступио на снагу 27. децембра, када га је благословио Крфски митрополит и на њему су положили заклетву председник Уставотворне скупштине и заменик председника Сената. Пошто је Теотокис преминуо 24. новембра, изабран је нови председник Сената и шеф државе: Антониос Комутос са Закинтоса. Следећи период је доживео налет законодавне и административне активности: између јануара и марта 1804. донети су закони о локалној управи, бродарству, сеоским општинама и просвети, реформисана је црквена управа и основана министарства. Република је тада постала заиста права држава. Ипак, због махинација Моћенига, Руси никада нису ратификовали нови устав. Штавише, као руски опуномоћеник, Моћениго је био најутицајнија личност у држави, са одлучујућим гласом у свим стварима и убрзо је почео да подрива устав стварањем ванредних комитета, заобилазећи обичне судове и оснивањем Узвишене полиције у чијем саставу су његови кандидати те је тако контролисао полицију.

## Односи са суседном државом
Односи између Републике и њеног суседа Али-паше били су напети и компликовани. Јонска острва, а посебно Лефкада, била су уобичајено уточиште за клефте (грчки хајдуци) и разбојнике који су бежали од отоманских власти на грчком копну. Са острвима као сигурном базом, они су често вршили нападе на обале које су држали Турци. Заузврат, Али-паша је узнемиравао грађане Републике, и наметао велике путарине за њена пловила у лукама које је контролисао.
Током овог периода, Али-паша је у низу кампања потиснуо побуњене Сулиоте (албанско племе православне вере из места Сули), који су пркосили његовом ауторитету. По савету преокрета Георгиоса Босариса, Али је следио стратегију опкољавања области Сулија тврђавама и опсаде. Већ 1800. године, Сулиоти су писали Теотокису за помоћ против планова Али-паше. Овај последњи је заузврат претио становницима Парге, како би их спречио да пруже било какву помоћ Сулиотима. До 1803. положај овог племена је постао страшан, и они су молили Републику Седам острва за муницију. Амбасада Сулиота посетила је Моћенига, преневши апел цару Александру. Моћениго им је дао нешто муниције, али тајно од Руса; овај и каснији захтеви за руско посредовање остали су без одговора, чак и када је Али-паша, уз султанову подршку, кренуо да искорени последње центре отпора племена. Сулиоти који су успели да побегну од Алијевих снага кренули су ка Парги, али су били принуђени да пређу море у Републику у марту 1804, након што је Али-паша запретио да ће напасти град. У новембру 1803. Република је потписала уговор са Али-пашом, кога је представљао митрополит Игњатије.
Отприлике 3.000 Сулиота се населило на Јонским острвима, углавном на Крфу и Паксију, где им је дато пољопривредно земљиште. Ратоборни Сулиоти су се борили да се уклопе у своју нову средину, крадући стоку и дрва за огрев од локалног становништва и жалећи за губитком своје домовине. У жељи да прошири свој утицај на копно Грчке, Русија је 27. јуна 1804. потписала савезе са Химариотским и Чам албанским беговима. Избеглице из Сулија су мобилисане за офанзиву, која је прекинута када је Али-паша сазнао за руске планове и османска поморска ескадрила неочекивано појављивање на Крфу. Како су француско-османски односи почели да се загревају 1805. године, Руси су почели да подижу домаће војне формације за одбрану Јонских острва, уписујући Сулиоте, Химариоте, Акарнанце и Мореоте у такозвану „грчку легију”, која је била стављена под команду команда генерал-мајора грчког порекла Емануила Пападопулоса. У јесен 1805. године грчка легија је учествовала у англо-руској инвазији на Напуљ, а 1806. се борила против Француза у Боки которској.

## 1806
Моћенигов утицај постао је одлучујући у сусрет ревизији устава из 1803, заказаној за 1806. На његов предлог, Сенат је основао 'Децемвират' (Δεκανδρια) за проучавање промена устава; на крају, предлози савета одражавали су Моћенигове нацрте. Моћениго је послао изасланике на свако острво са припремљеним списковима представника за избор. Коначно, када се 27. октобра састала Уставна скупштина, он је једноставно заменио читав Законодавни савет, који је требало да припреми листе кандидата за јавне функције, својим избором и именовао Јоаниса Каподистријаса за његовог секретара и известиоца. Каподистријас је 22. децембра представио нацрт устава Уставној скупштини. Ови потези су изазвали знатно противљење, али је Каподистријас успешно тврдио да не постоји алтернатива која би уживала сагласност Санкт Петербурга, а нови устав је усвојен пет дана касније.
Нови устав је дао суверенитет такозваном „активном племству”, одређеном приходима и академским звањима. Ово ограничење је заправо резултирало искључењем неких старих племићких породица, које су у међувремену осиромашиле. Законодавни сенат од 17 чланова (по четири за Крф, Кефалонију и Закинтос, два за Лефкаду и по један за мала острва), од којих је девет служило три године, а осам четири, добио је законодавну власт, док је извршну власт је имао петочлани колеџ, принципато. Чланови, познати као 'шефови република', дошли су по један са три велика острва Крфа, Кефалоније и Закинтоса, док је четврти дошао или са три острва или са Лефкаде, а пети био са Лефкаде или са мањих острва. Шефови су имали ротирајуће председништво, са мандатом од годину дана; те године председник је био и шеф државе и кнез Републике. Шеф је даље именовао четири министра: за спољне послове, ратне и поморске послове, унутрашње послове, финансије и правосуђе. Локалне власти на острвима нису мењане, али је устав из 1806. године укинуо многе прогресивније и либералније клаузуле свог претходника. Изнад свега, ефективно је укинуо аутономију Републике признавајући право Русије да интервенише у својим домаћим и иностраним пословима.
Међу историчарима се још увек расправља о томе да ли су ревизије укључене у устав из 1806. одражавале иницијативу руске владе, или је њоме руководила мала група људи око Моћенига, са циљем да концентрише власт у мањем броју руку. Ипак, „руски устав”, како је убрзо постало познато, снажно је учврстио позицију Русије и проруских елемената у Републици, изазивајући сумњу Француске.

## Крај Републике
У међувремену, променљиви савези у Европи утицали су и на Републику, при чему се Отоманска Турска удаљила од Русије ка Француској. Османска порта је 6. јануара 1807. обавестила Републику о објави рата Русији. Пошто је Република де јуре била отомански вазал, Порта је захтевала да Јонска острва придруже османском логору против Русије. Француска је потом опозвала свог изасланика и прекинула дипломатске односе са Републиком. Под Моћениговом туторством, Јонски сенат је 17. јуна 1807. године прогласио крај неутралности републике према Француској, чиме су острва практично ушла у Рат Четврте коалиције на страни Русије. Ову ситуацију је искористио Али-паша, чија је амбиција да заузме Јонска острва била добро позната и добила је Наполеонову подршку, пошто се Република сада налазила у руској орбити. У пролеће су Алијеве снаге напале Лефкаду. Појачање острва руским и сулиотским трупама и неуспех Алијевих трупа да заузму замак Санта Маура, довели су до прекида напада. Ипак, 2. јуна Сенат је решио успостављање 'јонског логора' на Лефкади, који би се састојао од регуларних снага Републике као и свих острвских милиција. Истовремено је започет програм утврђивања, а Јоанис Каподистријас је именован за изванредног комесара да га надгледа. Одбрана Лефкаде је убрзо привукла широку подршку, па су чак и капетани клефта са копна пожурили да јој се придруже, укључујући Катсантониса, Китоса Босариса, Димитрија Караискоса, Георгија Варнакиотиса и најзначајније Теодороса Колокотрониса. Тамо је Каподистријас први пут дошао у контакт са неким од главних војсковођа Грчког рата за независност који је уследио.
Коначно, судбина Републике одлучиваће се на ратиштима и канцеларијама Европе: Тилзитским уговором у јулу, Јонска острва су поново уступљена Наполеоновој Француској. Дана 20. августа, француске трупе су се искрцале на Крф, а три дана касније и генерал Сезар Бертије, који је преузео контролу над острвима од руског адмирала Дмитрија Сењавина. Како су Руси отишли, француске трупе су их замениле на свим острвима, као и у копненој зависности Парге. Коначно, 1. септембра, супротно његовим упутствима да се очува устав острва, Бертије је као генерални гувернер прогласио присаједињење Републике Седам острва Француској.
Бертије је брзо кренуо ка укидању атрибута Републике као независне државе: завијорена је француска застава, сви државни службеници и војници положили су заклетву на верност Наполеону, укинуте су амбасаде и агенције Републике у иностранству, а сви домаћи органи осим судови и Сенат такође. Ове мере су изнервирале Наполеона, који је Бертијеа на месту генералног гувернера заменио Франсоа-Гзавијеом Донзелоом. Његов главни задатак, према инструкцијама које је послао Наполеон, био је да брани острва, а пре свега Крф, од све веће британске претње. У новембру 1807. Наполеон је регулисао администрацију нових француских поседа: унутрашња структура Републике задржана је углавном у складу са Уставом из 1803. године, укључујући Јонски сенат (иако су његови чланови сада били именовани, а не изабран), али су администрацију надгледали генерални гувернер и царски комесар, а Жилијен Бесијер је први заузео ово друго место.
Британци су реаговали на француско преузимање острва поморском блокадом, што је ометало и трговину и снабдевање острва. Потешкоће које су уследиле и активности британских агената распламсале су антифранцуска осећања, па су неки јонски капетани затражили од британског врховног команданта на Медитерану Џона Стјуарта за помоћ у протеривању Француза са острва. У октобру 1809. британске експедиционе снаге под бригадом Џоном Освалдом стигле су на Закинтос и издале проглас обећавајући да ће обновити слободу и независност Јонских острва. Због малог броја француских гарнизона, Британци су брзо заузели Закинтос и Кефалонију (4. октобра), Итаку (8. октобра) и Китеру (12. октобра), постављајући привремену управу према постојећим законима.
Прва велика војна операција била је против Лефкаде, у априлу 1810, где су грчки помоћници под Теодором Колокотронисом и британским мајором Ричардом Черчом играли посебно важну улогу. Упркос снажном отпору Француске, гарнизон се предао 16. априла. Дана 29. маја 1810, на острвима Пакси је избио пробритански устанак. Побуњеници су иселили мали француски гарнизон, подигли британску заставу и напали француске симпатизере на острвима. Међутим, британске трупе нису успеле да стигну, а Французи на Крфу брзо су угушили устанак. Британци су успоставили генералног гувернера на Закинтосу (генерал Освалд до 1810, генерал Џорџ Ејри до 1813, а после тога генерал сер Џејмс Кембел). Сваким острвом је управљао гувернер са петочланим Извршним већем и локалном законодавном скупштином, административним телом. Док су се острва под британском контролом вратила у нормалу, острва Крф и Пакси под контролом Француза, под Донзелотом и империјалним комесаром Матјеом де Лесепом, патила су од последица британске блокаде, која је постала званична 10. новембра 1810.
Пакси су окупирали Британци почетком 1813. године, а затим Паргу 22. марта 1814. године, након што је народни устанак избацио Французе. Крф је издржао до првог пада Наполеона и обнове владавине Луја XVIII. Примирје од 23. априла 1814. је обавезао Французе да евакуишу Крф. У јуну, Донзелот је предао острво Кембелу. Јонски сенат, изјављујући да је Република суспендована, али не и укинута под француском и британском окупацијом, покушао је да се заложи за независност острва у Бечком конгресу, али је Кембел одбио да прихвати ово гледиште, сматрајући да је Република престала да постоји и сматрајући именовани Сенат као представник Јонског народа. На крају, Јонска острва су формирана у британски протекторат, „Сједињене Државе Јонских острва”, који су постојали све до уједињења острва са Краљевином Грчком 1864. године.

## Језици и религија
Службени језик је најпре био италијански, а затим је 1803. грчки постао, уз италијански, један од два званична језика Републике. Током венецијанског периода, италијански се користио у службене сврхе на острвима, али је такође био широко распрострањен у градовима, док су на селу људи и даље говорили грчки. Једино острво на коме је италијански (млетачки) био шире распрострањен била је Кефалонија, где је већи број људи усвојио венецијански као први језик. Устав Републике штампан је на грчком у Цариграду, користећи многе позајмице из италијанског за техничке термине. Међутим, нови устав усвојен 1803. састављен је на италијанском језику. Тексту устава је претходио извештај одбора који га је израдио, у коме је стајало да: „племенити, богат и складан хеленски дијалект, пошто су га Млечани протерали, треба да буде опозван на власт и постане језик управе и тумач активних грађана.” Ово питање се сматрало толико важним да је чак добило посебан члан (чл. 211) у уставу. Према чланку, грчки је требало да замени италијански као радни језик у јавним актима до 1820. године.
Већина људи на овим острвима током овог периода били су хришћани, са малим бројем Јевреја на Крфу, Закинтосу и још мањим на Кефалонији. Већина хришћана су били православни. Међутим, био је значајан број католика, посебно на Крфу, Закинтосу и Кефалонији. Устав из 1803. признао је православље као доминантну веру; такође је писало да је римокатоличка вера призната и заштићена. Устав је такође предвидео доношење закона којим се дефинишу привилегије Јевреја који бораве у држави.